# 한국 전통문양

## 한국 전통문양

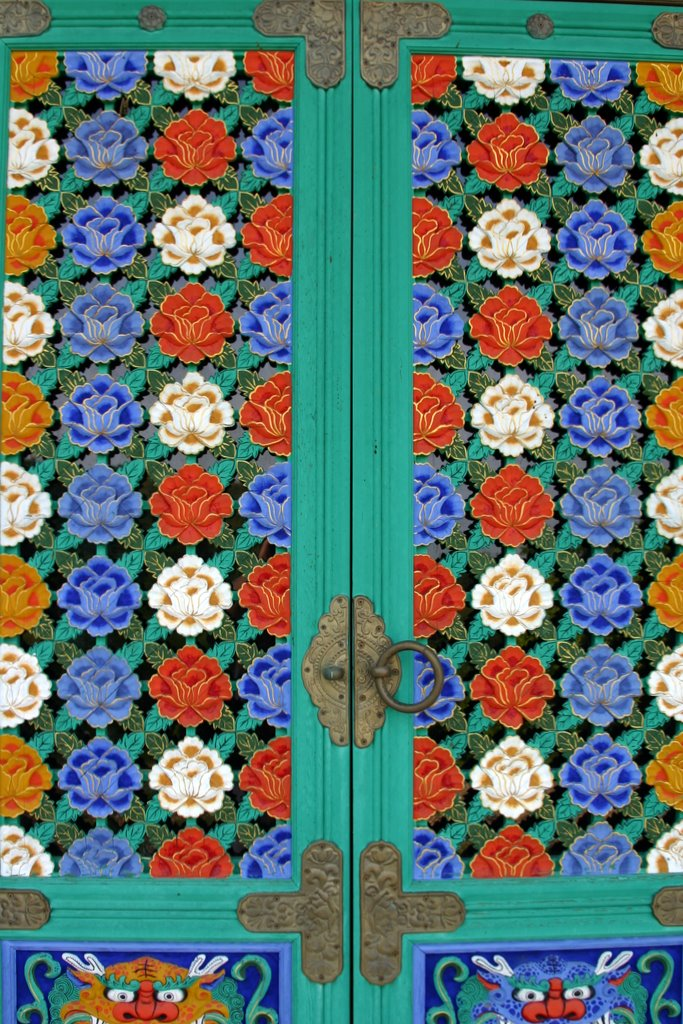

전통 문양은 이상적인 삶에 대한 현실적 기원을 부탁하는 일종의 주술적 대상으로서의 성격을 강하게 지니고 있다고 볼 수 있다. 즉 우리 전통 문양은 우리 민족의 집단적인 가치 감정이 통하는 개념에 의해 고정되고 상징된 제2의 자연 또는 상징적 기호에 의해 표현된 미술이라 할 수 있다. 또한 문양은 생활 미술의 한 부분으로 자리하고 있지만 단순히 감상의 대상으로만 존재하는 것이 아니라 인간의 욕망과 기원을 담은 주술적 대상으로 또는 그런 정서를 표현하고 전달하는 상징적 조형물이다. 한국의 전통문양에는 자연에 대한 경외와 신령스러운 정감이 깃들어 있고, 이상 세계에의 동경, 행복의 기구, 애정의 충만, 길상의 축원 등이 담겨 있다. 공예미술에 특징적으로 쓰인 길상적인 문양은 많은복·많은수(多壽) 및 많은남자(多男)·많은자손(多孫) 등 자손 번영을 상징하는 소재가 많이 나타나 있다.

## 활용
한국전통문양은 건축, 문화재, 생활소품 등에 이용되었다. 혹은 불교의 사상을 나타내기 위해 사용되었다. 무늬는 장식이 1차적 목적이었으며, 혹은 유물의 보존을 위해 사용되기도 했다. 단청에서 한국 무늬 특유의 색이 잘 나타난다. 단청은 청·적·황·백·흑색의 다섯 가지 색을 기본으로 사용하여 목조 건축물에 여러 가지 무늬와 그림을 그려놓은 것을 말한다. 또한 궁중에서는 무늬를 통해 신분과 직위를 알 수 있었다. 왕의 옷(곤룡포)에만 용이 그려져 있었고 신하들의 직책과 하는 일에 따라 다른 무늬가 그려진 옷을 입었다. 학은 문관을 호랑이는 무관을 나타냈다. 또한 개수가 많을 수록 높은 직책을 의미했다. 소품의 경우 보자기, 베갯모, 떡살 등 다양하다. 서민들이 사용하는 용품에 새겨진 무늬의 경우, 길상을 염원하는 문자문이 많았다. 떡살의 무늬는 일반적으로 가문에 따라 독특한 문양이 정해져 있었다.

## 시대 별 문양의 특징

### 삼국시대
문양에 한국적인 특징이 나타나는 시기는 삼국시대부터이다. 이 시기에는 중국문화권과 불교의 영향을 받았다. 삼국시대에  속하는 고구려, 신라, 백제의 유물은 같은 문화권 안에 있기에 유사한 특징을 나타내면서도 무늬의 소재나 표현방법에 있어 차이점을 보인다. 

### 통일신라시대
7세기 중엽, 삼국 통일을 이룩한 신라는 고구려, 백제가 지닌 문화적 특성과 언어, 습속 등을 본래 지니고 있는 신라 고유문화 속에 흡수하여 새로운 민족문화를 창출할 수 있었다. 이 시기는 특히 불교가 가장 흥했던 시기였다. 또한 서역과의 교류가 활발해지면서 새로운 양식과 공예기법을 도입하였다. 예로는 보상화무늬를 들 수 있다. 특히 임해전지 보상덩굴무늬의 덩굴 사이에는 마주보고 있는 사슴 한 쌍을 볼때, 서역계 무늬의 영향을 짐작할 수 있다. 통일신라기에 와서는 내세에 대한 관심이 높아지는 경향이 구체적으로 나타나는데, 여기서는 삼각형무늬, 빗살무늬, 동그라미무늬와 같은 기하학적인 무늬와 보상화무늬,덩굴무늬 등을 볼 수 있다. 이러한 골호의 무늬들은 극락정토를 표방하는 것이다.

### 고려시대
고려는 건국 초부터 국교를 불교로 정하였고, 통일신라의 융성하였던 불교의 바탕 위에 귀족사회가 번영하게 되었기 때문에 불교미술의 눈부신 발전을 이룩할 수 있었다. 특히 고려시대에 발달한 고려청자에는 앞서 언급한 갯버들·물짐승문과 같이 자연경관을 소재로 한 무늬와 구름·학문과 같이 동물을 소재로 한 무늬, 국화문, 모란문, 덩굴문과 같은 식물무늬 등을 시문(施紋)하였다. 고려시대 나전칠기에 나타나는 무늬는 가재, 대모(玳帽), 은(銀) 또는 동선을 감입하여 나타내는 독특한 기법을 사용하였다. 그 무늬는 덩굴문, 국화문 등이 특징적으로 쓰여 졌으며, 또한 수양버들, 단풍, 갈대 등이 있는 물가 풍경과 하늘에는 물새가 날아오르고 또 물에도 쌍쌍이 헤엄치는 물새가 회화적으로 묘사되었다.

### 조선시대
조선의 미술은 전대의 숙련된 기술의 계승에서 이루어진 것이 아니라 민간의 소박한 의식에서 자발적으로 일어난 현상이었다. 조선시대의 특징적인 무늬로는 길상(吉祥)무늬를 들 수 있다. 대표적인 길상무늬인 문자(文字)무늬는 수(壽), 복(福), 강(康), 녕(寧), 부(富), 귀(貴)와 같은 문자를 원형이나 사각의 테두리 선 안에 써넣은 형태로 장식의장으로서의 성격을 더욱 강조하였다. 그리고 우주만물을 생성하는 근원이 되는 태극무늬나 [[십장생] 무늬같이 모든 사람이 바라는 소원을 의미하는 무늬들이 선호되었다. 조선왕조가 시작되면서 용무늬에 대한 인식도 새로워져서 곤룡포나 궁궐 건축에 왕가의 상징으로 사용하였다. 단청의 무늬로는 연꽃무늬나 덩굴무늬, 구름무늬 등을 장식하였으며 만자(卍字)무늬나 아자(亞字)무늬, 거북등무늬와 같이 기하학적으로 도안화된 무늬들도 건축물이나 공예품에 시문되었다.

## 인물문
인물문이란 사람의 얼굴 또는 형태를 나타내거나, 신선·부처·사천왕·도깨비 등을 표현한 무늬를 말한다. 우리나라에서는 부처와 사천왕상·비천상 등이 불교미술에 빈번하게 나타나고 있다.
- 도깨비무늬

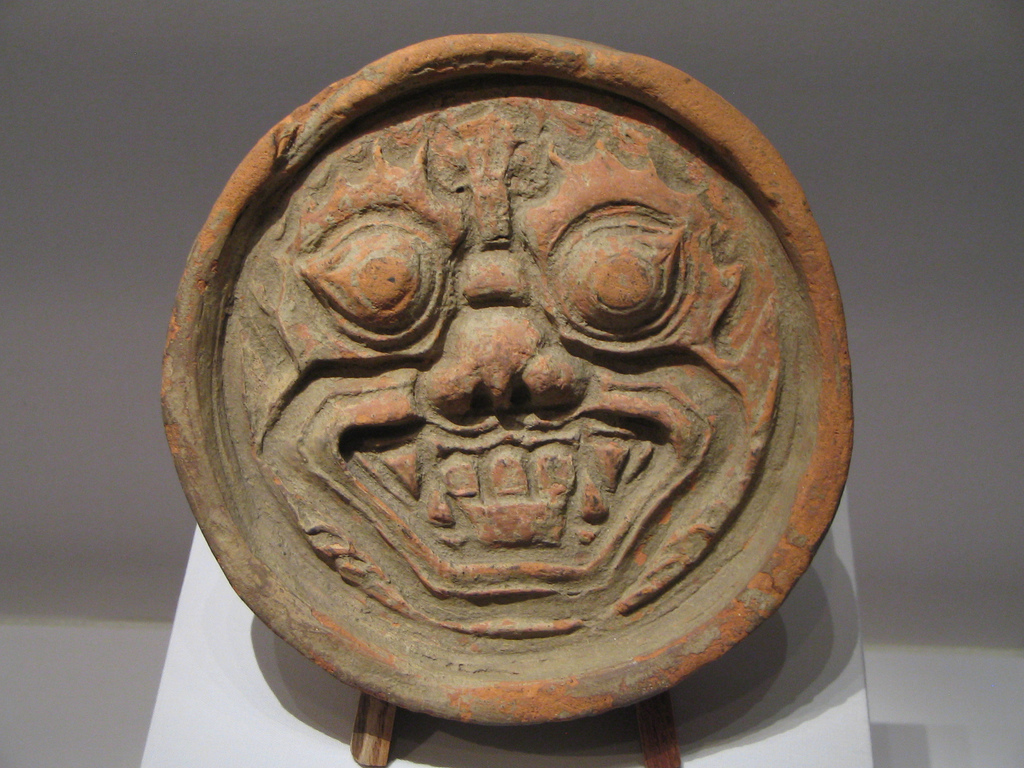

도깨비무늬는 삼국시대의 기와에서부터 조선시대의 은장도, 관청에서 발급하는 문서의 바탕 무늬로도 보이고 있다. 도깨비무늬는 중국의 도철 무늬에서 그 기원을 찾을 수 있다. 중국의 도철 무늬는 매우 험상궂고 용맹한 형상을 띠고 있는 것에 비해, 우리나라 도깨비는 매우 인간적이고 해학적인모습을 보이고 있다. 때문에 도깨비 무늬의 시원은 우리나라 특유의 도깨비를 형상화한 것이라는 설도 있다. 이런 도깨비 무늬는 지붕이동물문, 창호 등에 새겨져 벽사(사악한 것을 물리침)와 수호의 역할을 담당하였다.
동물문은 단순히 그들의 형태 뿐만 아니라 사람의 의식 속에서 만들어낸 상징적 의미도 갖고 있다.

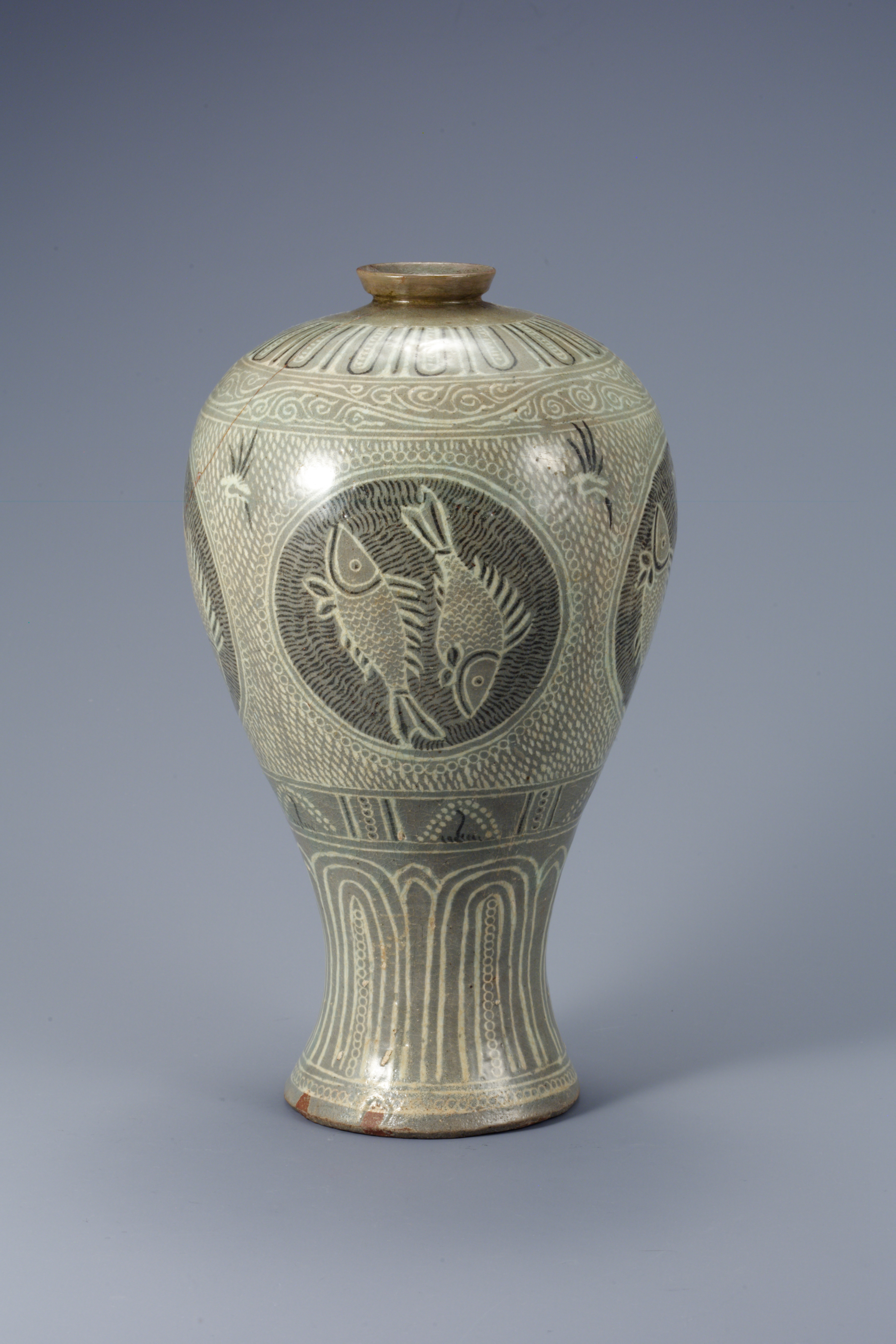

- 용

- 봉황물고기

- 호랑이

- 해태

- 학.

- 잉어

#### 식물문
식물 중에서도 문양에서 특히 주요한 소재가 된 것은 꽃이였다. 굳이 별다른 상징성이 없더라도 꽃은 아름다움을 대표하는 것이다. 때문에 특정한 꽃이 아닌 일반적인 형태의 꽃을 표현하여 아름답게 장식한 경우가 많다. 식물문에서 가장 큰 비중을 차지한 소재는 연꽃과 덩굴이다. 연꽃은 여러 사상이나 종교에서 중요한 식물로 인식하였기 때문이다. 덩굴문은 장수와 좋은 일이 계속되기를 바라는 연면(連綿)의 의미뿐만이 아니라, 다른 무늬를 돋보이게 하는 역할로 인해서 자주 나타나고 있다. 때문에 덩굴문은 연꽃, 국화, 모란, 보상화(寶相華, 연꽃의변형체로 좀 더 화려한 느낌을 준다. 천상을 대표하는 꽃이었다.) 등과 같이 나타나는 경우가 많다.
- 연꽃

- 국화문

#### 인공물문
인공물을 문양으로 사용할 때는 문양의 형태 보다는 의미를 중요시했다. 
- 칠보문

#### 자연산수문
자연산수문이란 동물이나 식물을 제외한 자연을 소재로 한 무늬를 말한다. 하늘의 해나 달, 구름, 별이 소재가 된 것이다. 이외에도 산수화를 보는 듯한 산수문이나 바위를 그린 괴석문을 들 수 있다. 이들은 대개 장수를 의미하는 경우가 많은데, 하늘에 존재하고 그 생명이 인간보다 월등히 길기 때문이다.
- 구름무늬

#### 문자문
문자문이란 글자를 무늬로 넣어서 특정한 글자를 연속해서 배열한 문양을 말한다. 어떤 물건에 좋은 뜻의 문자들을 새김으로써 글자 뜻대로 이루어지기를 바라는 의미였다. 

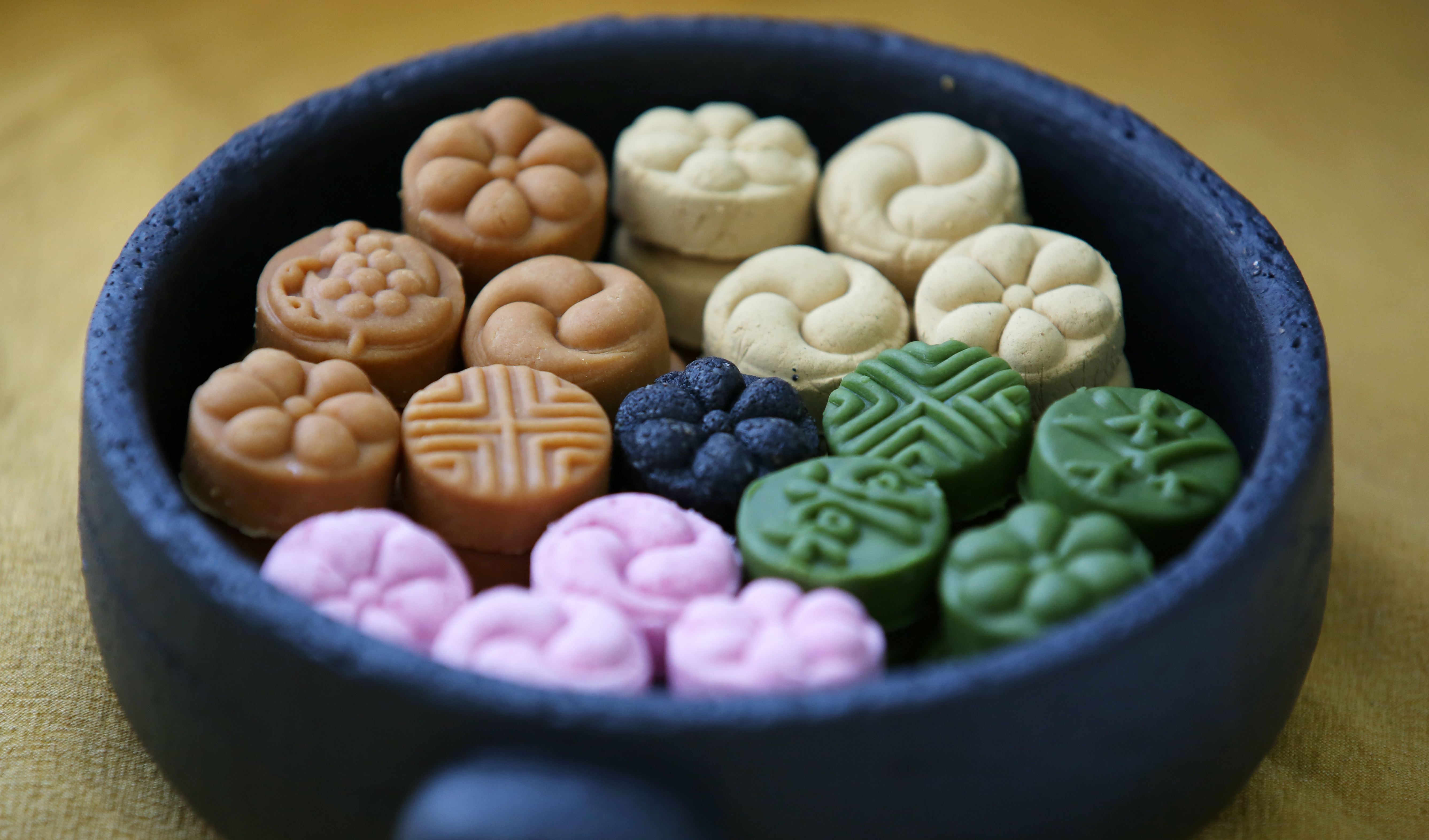

- 수(壽)와 복(福)

#### 기하문
가로줄이나 세로줄, 사선 또는 동그라미 등이 나타난 문양을 기하문이라고 한다. 기하문은 선사시대부터 등장한 가장 원시적 형태의 문양이다. 신석기나 청동기 시대에 만들어진 도구들에는 연속된 형태의 줄무늬나 동그라미 또는 동심원 등이 나타나는데, 당시 사람들은 태양이나 햇살, 비를 나타내는 의미로 이런 무늬들을 새겼다고 한다. 도형무늬 외에도 기하문으로 분류되는 것에는 태극문, 팔괘문, 귀신눈문, 거북등문이 있다.
- 태극문과 팔괘문

#### 복합문
여러 소재를 복합적으로 나타낸 무늬이다. 벽사를 상징하는 용의 상서로움을 도드라지게 하기 위해서 구름과 같이 표현한다든가, 봄과 장수를 상징하는매화와 효행을 의미하는 팔가조라는 새를 같이 나타내는 문양들이 대표적이다. 비슷한 의미의 무늬들을 배열하는 것과, 각각 다른 의미의 소재를 합쳐 새로운 상징을 나타내는 것으로 나눌 수 있다. 전자는 십장생문이 대표적이고 후자에는 물고기·갈대문을 예로 들 수 있다. 물고기는 인생의 여유, 입신출세, 자손번성, 부부 금슬을 의미하지만, 갈대와 함께 합쳐졌을 때는 장수라는 새로운 의미를 얻게 된다. 십장생문은 비슷한 의미의 소재들을 나열하여 그 의미를 강조한 예라고 할 수 있다. 십장생은 해, 산, 돌, 물, 구름, 소나무, 불로초, 거북, 학, 사슴을 말한다. 각각의 소재들을 모두 독립적으로 쓰이더라도 장수를 의미하는데 열 가지를 묶음으로서 좀 더 깊은 의미를 갖게 된다. 특히 십(十)이라는 숫자는 완전함을 나타내는 것이기도 하다.